# رون دوغلاس
رون دوغلاس (بالإنجليزية: Ron Douglas)‏ (28 أغسطس 1980 بجزر كايمان في المملكة المتحدة - ) هو لاعب كرة قدم بريطاني في مركز الدفاع. شارك مع منتخب جزر كايمان لكرة القدم.

## وصلات خارجية
- رون دوغلاس على موقع الاتحاد الدولي (مؤرشف)  (الإنجليزية)
- رون دوغلاس على موقع قاعدة بيانات كرة القدم.إي يو (الإنجليزية)
- رون دوغلاس على موقع ناشيونال فوتبول تيمز (الإنجليزية)
- رون دوغلاس على موقع Soccerway.com (الإنجليزية)